# Херд, Пэт
Тимоти Патрик Херд (англ. Timothy Patrick Heard род. 17 марта 1960, Кингстон-апон-Халл, Йоркшир и Хамбер) — английский футболист, защитник и полузащитник. Наиболее известен своими выступлениями за «Астон Вилла», с которой он выиграл Кубок европейских чемпионов в 1982 году. Также играл за такие клубы, как «Эвертон», «Шеффилд Уэнсдей», «Ньюкасл Юнайтед», «Халл Сити» и другие. После завершения карьеры работал в различных сферах, включая гипнотерапию и обучение вождению.

## Биография
Патрик Херд родился 17 марта 1960 года в Кингстон-апон-Халле, Англия. Свою профессиональную карьеру он начал в 1978 году в клубе «Эвертон», где провёл один сезон, сыграв 11 матчей. В 1979 году он перешёл в «Астон Вилла» за £150,000, став частью команды, которая выиграла чемпионат Англии в сезоне 1980/81 и Кубок европейских чемпионов в 1982 году. Хотя Хtрд не сыграл в финале, он получил медаль как запасной игрок.
В 1983 году Херд перешёл в «Шеффилд Уэнсдей», а затем играл за «Ньюкасл Юнайтед» и «Мидлсбро». В 1986 году он вернулся в свой родной город, чтобы выступать за «Халл Сити», где провёл два успешных сезона, забив 5 голов в 80 матчах.
После «Халл Сити» Херд играл за «Ротерем Юнайтед», где выиграл титул Четвёртого дивизиона, и за «Кардифф Сити». В 1993 году он завершил карьеру в клубе «Бруней» после травмы черепа.

## После завершения карьеры
После завершения игровой карьеры Херд занимался различными видами деятельности, включая работу пабменом, гипнотерапевтом и инструктором по вождению. Он также обучал молодых игроков «Астон Виллы», таких как Барри Баннан и Андреас Вайман, вождению.